# マルシオ・ロベルト・ドス・サントス
マルシオ・サントス (Márcio Santos) こと、マルシオ・ロベルト・ドス・サントス（Márcio Roberto dos Santos、1969年9月15日 - ）は、ブラジル・サンパウロ出身の元同国代表サッカー選手。
ブラジル代表で42試合に出場し、1994 FIFAワールドカップ、2度のコパ・アメリカにも出場した。

## 経歴
国内で実績を積んだ後、ヨーロッパに渡りFCジロンダン・ボルドーで2シーズンプレーし、1994-95シーズンに移籍したACフィオレンティーナではレギュラーとしてプレー、しかし1995年から移籍したアヤックス・アムステルダムではレギュラーを掴めなかった。以降は様々なクラブを渡り歩き、2006年に引退した。
ブラジル代表では1994 FIFAワールドカップ時、大会前は控え選手としての参加となる見込みであったが、負傷者が相次ぎレギュラーとしてのプレーで優勝に貢献、グループリーグ第2戦カメルーン代表戦では代表で唯一のゴールを決めた。

## 代表歴

### 出場大会
- ブラジル代表
  - 1994 FIFAワールドカップ (優勝)

### 試合数
- 国際Aマッチ 42試合 5得点（1990年-1997年）[3]

| ブラジル代表 | 国際Aマッチ | 国際Aマッチ |
| 年           | 出場        | 得点        |
| ------------ | ----------- | ----------- |
| 1990         | 2           | 0           |
| 1991         | 9           | 1           |
| 1992         | 2           | 0           |
| 1993         | 11          | 2           |
| 1994         | 12          | 1           |
| 1995         | 4           | 1           |
| 1996         | 0           | 0           |
| 1997         | 2           | 0           |
| 通算         | 42          | 5           |

## タイトル

### クラブ
SCインテルナシオナル
- カンピオナート・ガウショ : 1991

アヤックス・アムステルダム
- KNVBカップ : 1995, 1996

サンパウロFC
- カンピオナート・パウリスタ : 1998

SEガマ
- カンピオナート・ブラジリエンセ : 2001

### 代表
ブラジル代表
- FIFAワールドカップ : 1994
- コパ・アメリカ : 1997